# Líder da Maioria (Congresso dos Estados Unidos)
Na política dos EUA, o líder da maioria é o líder do maior grupo político de uma sessão legislativa. Dada a natureza bipartidária do sistema dos EUA, o líder da maioria é quase inevitavelmente um republicano ou um democrata.

Ao contrário do líder da maioria do Senado, os deveres e a proeminência do líder da maioria na Câmara dos Representantes variam dependendo do estilo e poder do presidente da Câmara. Normalmente, o presidente da Câmara não participa do debate, e raramente vota em plenário. Em alguns casos, os líderes da maioria foram mais influentes do que o orador; notavelmente, Tom DeLay foi mais proeminente do que o porta-voz Dennis Hastert. Além disso, o presidente da Câmara Newt Gingrich delegou a Dick Armey um nível sem precedentes de autoridade sobre a programação de legislação no plenário da Câmara.

## Deveres
Os deveres do líder da maioria na Câmara variam, dependendo da composição política da bancada da maioria. Em várias sessões recentes do Congresso, com a excepção notável do alto-falante de Pelosi, o líder da maioria foi o principal responsável por programar o calendário legislativo do plenário da Câmara e a gestão directa de todos os comités da Câmara.
Uma obrigação legal, de acordo com 19 USC  § 2191 (c) (1), estipula que um projecto de lei de implementação apresentado pelo Presidente dos Estados Unidos para um acordo comercial de autoridade de negociação rápida (autoridade de promoção comercial) deve ser apresentado (por solicitação) na Câmara pelo Líder da Maioria da Câmara.

## Atual líder e vice-líder da maioria da Câmara dos Representante dos Estados Unidos
| Cargo                                                                | Nome | Nome          | Partido     | Data do inicio do mandato            |
| -------------------------------------------------------------------- | ---- | ------------- | ----------- | ------------------------------------ |
| Líder da maioria da Câmara dos Representante dos Estados Unidos      |      | Steve Scalise | Republicano | 3 de janeiro de 2023 até ao presente |
| Vice-líder da maioria da Câmara dos Representante dos Estados Unidos |      | Tom Emmer     | Republicano | 3 de janeiro de 2023 até ao presente |

## Atual líder e vice-líder da maioria do Senado dos Estados Unidos
| Cargo                                              | Nome | Nome          | Partido   | Data do inicio do mandato             |
| -------------------------------------------------- | ---- | ------------- | --------- | ------------------------------------- |
| Líder da maioria do Senado dos Estados Unidos      |      | Chuck Schumer | Democrata | 20 de janeiro de 2021 até ao presente |
| Vice-líder da maioria do Senado dos Estados Unidos |      | Dick Durbin   | Democrata | 20 de janeiro de 2021 até ao presente |